# Luan Krasniqi
Luan Krasniqi (* 10. Mai 1971 in Junik, SFR Jugoslawien, heute Kosovo) ist ein ehemaliger deutscher Boxer, zweifacher EBU-Europameister und WBO-WM-Herausforderer im Schwergewicht.
Als Amateur war er im Schwergewicht unter anderem Vize-Weltmeister 1995, Europameister 1996 und Bronzemedaillengewinner der Olympischen Sommerspiele 1996 in Atlanta.

## Familie
Luan Krasniqi wurde 1971 als jüngstes von acht Kindern kosovo-albanischer Eltern in Junik im damaligen Jugoslawien (heute Kosovo) geboren. Nach dem Absolvieren der Primar- und Sekundarschule zog er 1987 zu seinen Eltern nach Rottweil, die dort schon seit 1970 lebten. Luan machte das Abitur und absolvierte eine Ausbildung zum Großhandelskaufmann. 1994 erhielt er die deutsche Staatsbürgerschaft.

## Amateurkarriere
Luan Krasniqi begann seine Boxkarriere beim BSV Rottweil, wo er von Theo Kerekesch trainiert wurde.
Nach dem Erhalt der deutschen Staatsbürgerschaft gewann er noch 1994 das Multi Nations Tournament in Liverpool mit Siegen gegen die Starter aus England und Russland sowie im Finale gegen den Polen Wojciech Bartnik. Zudem nahm er an einem Länderkampf gegen die USA teil und verlor nur knapp mit 5:6 gegen Lamon Brewster.
1995 wurde er in Duisburg, mit einem Finalsieg gegen Maik Hanke, Deutscher Meister im Schwergewicht und gewann auch den Chemiepokal von Halle (Saale). Bei der Weltmeisterschaft 1995 in Berlin siegte er gegen Alischer Awessbajew aus Usbekistan, Sergei Dychkow aus Belarus, Wladimir Klitschko aus der Ukraine und Sinan Şamil Sam aus der Türkei, ehe er im Finale gegen den Kubaner Félix Savón unterlag und Vize-Weltmeister im Schwergewicht wurde. Im September 1995 gewann er noch die Silbermedaille im Schwergewicht bei den Militärweltspielen in Rom, nachdem er diesmal im Finale knapp mit 2:2+ gegen Wladimir Klitschko verloren hatte.
1996 gewann er die Goldmedaille im Schwergewicht bei der Europameisterschaft in Vejle, wobei er sich gegen Zoltán Ambrus aus Ungarn, Romāns Kukļins aus Lettland, Wojciech Bartnik und Christophe Mendy aus Frankreich durchgesetzt hatte. Er startete daraufhin noch bei den Olympischen Sommerspielen 1996 in Atlanta und besiegte Ruslan Chagayev aus Usbekistan, Igor Kschinin aus Russland und Sergei Dychkow, ehe er aufgrund einer Verletzung unter dem Auge keine Freigabe vom Ringarzt für das Halbfinale gegen Félix Savón erhielt. Er schied daher kampflos mit einer Bronzemedaille im Schwergewicht aus. Für den Gewinn der Bronzemedaille bei den Olympischen Spielen 1996 wurde er vom Bundespräsidenten – wie alle deutschen Medaillengewinner – mit dem Silbernen Lorbeerblatt ausgezeichnet.

## Profikarriere
Krasniqi begann seine Profikarriere beim britischen Promoter Panix Promotion von Panos Eliades, wo zu diesem Zeitpunkt auch Lennox Lewis unter Vertrag stand. Im Jahr 2000 wechselte er zum deutschen Boxstall Universum Box-Promotion von Klaus-Peter Kohl, wo er im Januar 2001 unter Vertrag genommen wurde. Sein Trainer war Torsten Schmitz. Bis 2002 gewann er 19 Kämpfe in Folge und wurde am 21. Juli 2001 mit einem Sieg gegen René Hanl auch Deutscher Meister (BDB) im Schwergewicht.
Am 5. Januar 2002 boxte er in Magdeburg um den EBU-Europameistertitel im Schwergewicht und siegte durch Mehrheitsentscheidung nach Punkten gegen René Monse, verlor jedoch seine erste Titelverteidigung am 20. Juli 2002 in Dortmund durch TKO in der achten Runde gegen Przemysław Saleta. Durch fünf folgende Siege, darunter einen durch TKO in der ersten Runde im Rückkampf gegen Saleta, erhielt er eine erneute Chance auf den EBU-Titel im Schwergewicht. Er siegte dabei am 14. Februar 2004 in Stuttgart durch Mehrheitsentscheidung gegen seinen Stallgefährten und neuen Titelträger, Sinan Şamil Sam. 
2004 verteidigte er den Titel durch TKO in der siebenten Runde gegen René Monse und durch ein Unentschieden gegen Timo Hoffmann, zudem besiegte er in einem WBO-Titelausscheidungskampf im Mai 2005 in Stuttgart Lance Whitaker durch KO in der sechsten Runde. Er konnte daraufhin am 28. September 2005 in Hamburg gegen Lamon Brewster um den WBO-Weltmeistertitel im Schwergewicht boxen, verlor jedoch nach Punkten führend durch TKO in der neunten Runde.
Nach zwei Aufbausiegen, darunter im März 2007 gegen Brian Minto, bestritt er am 14. Juli 2007 in Hamburg erneut einen WBO-Titelausscheidungskampf, verlor jedoch durch TKO in der fünften Runde gegen Tony Thompson. Seinen nächsten und zugleich letzten Kampf bestritt er am 15. November 2008 in Düsseldorf gegen Alexander Dimitrenko und verlor durch KO in der dritten Runde.
Am 29. Dezember 2011 erklärte Krasniqi auf seiner Website und in einer Pressemitteilung seinen Rücktritt vom aktiven Boxsport.

## Soziales Engagement
Luan Krasniqi setzt sich seit 2006 für die Organisation SOS-Kinderdörfer weltweit ein. Im Rahmen der WM-Kampagne „6 Dörfer für 2006“ hat er sich gemeinsam mit anderen namhaften deutschen Sportlern dafür eingesetzt, dass sechs neue SOS-Kinderdörfer gebaut werden konnten. Im Jahr 2013 hat Luan Krasniqi zusammen mit Uwe Hück den Benefiz-Boxkampf „Blaue Flecke für gute Zwecke“ ins Leben gerufen. Das Ergebnis: Ein spektakulärer Kampf in der MHP Arena in Ludwigsburg, den Krasniqi gewonnen hat. Die Spenden – 100.000 Euro – wurden zwischen der Lern-Stiftung Hück und den SOS-Kinderdörfern (insbesondere für Projekte in Kosovo) aufgeteilt. 2015 folgte die zweite Box-Veranstaltung, an der auch die Boxer Francois Botha und Danny Williams teilnahmen.
Warum er die SOS-Kinderdörfer unterstützt, fasst Krasniqi so zusammen: „Ich bin eigentlich sehr gut aufgewachsen, ich weiß, wie wichtig es ist, eine Familie zu haben. Was SOS macht, nämlich Kindern eine Familie zu geben, das ist einmalig.“

## Filmografie
In der Krimi-Serie SOKO Stuttgart, feierte er am 12. Februar 2015 sein Schauspieldebüt.
- 2015: SOKO Stuttgart: Benzin im Blut
- 2018: Dengler: Fremde Wasser